# Paracentrophorus madagascariensis
Paracentrophorus madagascariensis è un pesce osseo estinto, appartenente agli olostei. Visse nel Triassico inferiore (Induano, circa 250 milioni di anni fa) e i suoi resti fossili sono stati ritrovati in Madagascar.

## Descrizione
Questo pesce era di piccole dimensioni e non superava i 15 centimetri di lunghezza. Era dotato di un corpo compresso lateralmente e leggermente tondeggiante se visto di lato; la testa era alta e dotata di enormi orbite, mentre il muso era corto e arrotondato. La pinna dorsale era posizionata nel terzo posteriore del corpo, più o meno opposta alla pinna anale, ancor più arretrata. Le pinne pettorali e quelle pelviche erano piccole, mentre la pinna caudale era simile a quella dei semionotiformi, non profondamente biforcuta. Le scaglie erano grandi, rettangolari e disposte in file diagonali. 

## Classificazione
Paracentrophorus madagascariensis venne descritto per la prima volta da Jean Piveteau nel 1940, sulla base di resti fossili ritrovati in Madagascar, in terreni risalenti all'inizio del Triassico (Induano). Inizialmente avvicinato al genere europeo Acentrophorus, leggermente più antico, Paracentrophorus è stato variamente classificato all'interno degli amiiformi, dei parasemionotiformi, dei semionotiformi e anche in una famiglia a sé stante (Paracentrophoridae). Si suppone che fosse un membro basale dei semionotiformi.